# Cássia Montanarini
 Cássia Regina Montanarini(São Paulo) é uma ex-voleibolista indoor brasileira integrante da Seleção Brasileira em duas edições consecutivas dos Jogos Pan-Americanos nos anos de 1971 e 1975, assim como da edição do Campeonato Mundial nos anos de 1974. Foi também medalha de prata no Campeonato Sul-Americano de 1971 no Uruguai.

## Carreira
Foi atleta do Pinheiros/Transbrasil na década de 80, onde jogou com sua irmã a também ex-voleibolista Sílvia Montanarini.
Em 1971 serviu a Seleção Brasileira no Campeonato Sul-Americano sediado em Montevidéu-Uruguai e conquistou a medalha de prata e no mesmo ano representou a seleção principal nos Jogos Pan-Americanos de 1971, estes realizados em Cali-Colômbia e encerrou na quarta posição onde jogou ao lado de sua irmã Sílvia Montanarini.
Voltou a Seleção Brasileira no ano de 1974 para disputar o Campeonato Mundial na capital mexicana e com a equipe brasileira encerrou na décima quinta posição e novamente jogou ao lado de sua irmã.
No ano seguinte participou da seleção principal juntamente com sua irmã Sílvia, e disputou a edição dos Jogos Pan-Americanos, estes sediados na capital mexicana em 1975 , ocasião que conquistou o quinto lugar.
Cássia após deixar a carreira de atleta continuou ligada ao esporte e formou-se em Educação Física pela Fefisa – Faculdades Integradas de Santo André[carece de fontes?].

## Títulos e Resultados
- Jogos Pan-Americanos:

->4º lugar (Cali,  Colômbia) (1971)

->5º lugar(Cidade do México,  México) (1975)
- Campeonato Mundial:

->15º lugar (Guadalajara,  México) (1974)